# Autobusové nádraží Banská Bystrica

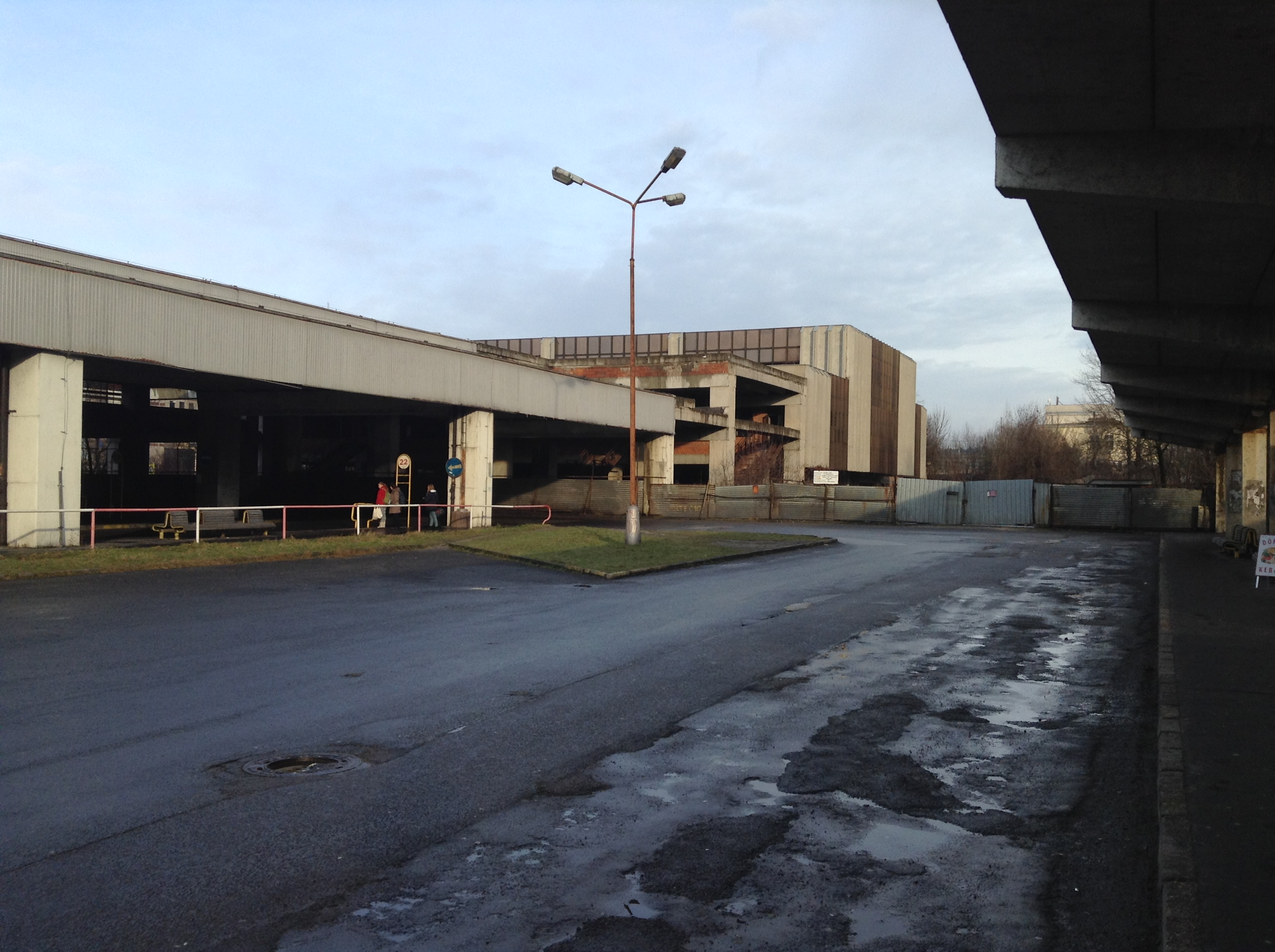
Bývalé autobusové nádraží v lednu 2015

Autobusové nádraží Banská Bystrica je autobusové nádraží v Banské Bystrici. Výpravná budova je v přerušené výstavbě od roku 1983, v roce 1990 byla přerušena stavba části se zázemím.

## Nová stanice
V květnu 2012 se opět diskutovalo o dostavění této části. Rakouský investor má v záměru dopravně-obchodní centrum, nádraží však musí nejprve získat od SAD Banská Bystrica. Prozatímní autobusové nádraží bude pravděpodobně v prostoru parkoviště na Uhlisku. Investor projevil zájem už v roce 2011, podle primátorových slov se má stanice otevřít v roce 2013. Podle údajů z ledna 2013 o budovu projevil zájem investor Jahn Development & amp; Consulting. V záměru měl na místě postavit Terminal Shopping Center. Nový objekt měl sdružovat autobusové nádraží s obchodním centrem a být bezbariérově spojen se nádražím. Výstavba měla začít v září 2013, centrum mělo být otevřeno o rok později. Rozhodnutí o umístění stavby bylo vydáno městem 22. února 2013.

### Projekt z ledna 2015
V lednu 2015 nový primátor města Ján Nosko prohlásil, že na Vánoce 2016 bude stát nová dvoupatrová budova. Projekt by měl stát 17 až 18 mil € s návratností 15 až 20 let. Se sousedním nádražím bude spojena bezbariérovým přechodem. Stanice bude mít 26 nástupišť a výstupišť, obchodní centrum a parkoviště včetně prostoru pro nabíjení elektromobilů. Na stanici by mělo pracovat 150 lidí.